# 11 يونيو
- السبت
- الأحد
- الاثنين
- الثلاثاء
- الأربعاء
- الخميس
- الجمعة

- 314 ذو الحجة 1446  هـ
- 15 ذو الحجة 1446  هـ
- 26 ذو الحجة 1446  هـ
- 37 ذو الحجة 1446  هـ
- 48 ذو الحجة 1446  هـ
- 59 ذو الحجة 1446  هـ
- 610 ذو الحجة 1446  هـ
- 711 ذو الحجة 1446  هـ
- 812 ذو الحجة 1446  هـ
- 913 ذو الحجة 1446  هـ
- 1014 ذو الحجة 1446  هـ
- 1115 ذو الحجة 1446  هـ
- 1216 ذو الحجة 1446  هـ
- 1317 ذو الحجة 1446  هـ
- 1418 ذو الحجة 1446  هـ
- 1519 ذو الحجة 1446  هـ
- 1620 ذو الحجة 1446  هـ
- 1721 ذو الحجة 1446  هـ
- 1822 ذو الحجة 1446  هـ
- 1923 ذو الحجة 1446  هـ
- 2024 ذو الحجة 1446  هـ
- 2125 ذو الحجة 1446  هـ
- 2226 ذو الحجة 1446  هـ
- 2327 ذو الحجة 1446  هـ
- 2428 ذو الحجة 1446  هـ
- 2529 ذو الحجة 1446  هـ
- 261 محرم 1447  هـ
- 272 محرم 1447  هـ
- 283 محرم 1447  هـ
- 294 محرم 1447  هـ
- 305 محرم 1447  هـ
- 16 محرم 1447  هـ
- 27 محرم 1447  هـ
- 38 محرم 1447  هـ
- 49 محرم 1447  هـ

11 يونيو أو 11 حُزيران أو 11 يونيه أو يوم 11 \ 6 (اليوم الحادي عشر من الشهر السادس) هو اليوم الثاني والستون بعد المئة (162) من السنوات البسيطة، أو اليوم الثالث والستون بعد المئة (163) من السنوات الكبيسة وفقًا للتقويم الميلادي الغربي (الغريغوري). يبقى بعده 203 يوما لانتهاء السنة.

## أحداث
- 786 - وقوع موقعة فخ بين العلويين والعباسيين.
- 1770 - المستكشف البريطاني جيمس كوك يكتشف «الحيد المرجاني العظيم» على سواحل أستراليا، وهو أكبر تجمع للشعاب المرجانية في العالم.
- 1776 - «الكونغرس القاري» وهو الكيان التشريعي للمستعمرات الأمريكية التي كانت تابعة للسيطرة البريطانية ينهي مشروع إعلان الاستقلال الأمريكي.
- 1930 - القوات العسكرية الإيرانية والتركية تهاجم المنتفضين الأكراد في مدينة أغري التركية.
- 1932 - محمد علي العابد يتسلم رئاسة سوريا.
- 1937 - جوزيف ستالين يعدم ثمانية من جنرالات الجيش بتهمة الخيانة العظمى.
- 1943 - الحامية الإيطالية على بانتليريا تستسلم بعد تعرضها لقصف جوي ثقيل وذلك في الحرب العالمية الثانية، وهي أول أرض استولت عليها القوة الجوية وحدها.
- 1951 - البرتغال تعلن اعتبار موزمبيق الأفريقية جزء من الأراضي البرتغالية باعتبارها إقليمًا فيما وراء البحار.
- 1958 - مجلس الأمن الدولي يقرر إرسال مراقبين إلى لبنان بعد تفجر أزمة سياسية بين الرئيس كميل شمعون ومعارضيه.
- 1964 - الحكم على الزعيم الأفريقي نيلسون مانديلا بالسجن مدى الحياة.
- 1970 - القوات الأمريكية تغادر «قاعدة هويلس» الليبية بعد نحو 25 عامًا من احتلالها بعد طردها للقوات الإيطالية والألمانية منها في أعقاب الحرب العالمية الثانية.
- 1971 - الولايات المتحدة تلغي القطيعة الاقتصادية مع الصين والتي دامت 21 سنة.
- 1982 - سوريا وإسرائيل توافقان على وقف إطلاق النار في البقاع اللبناني بعد حوالي خمسة أيام من القتال الشرس بين الجانبين في إطار الاجتياح الإسرائيلي للبنان.
- 2001 - تنفيذ حكم الإعدام بالمسؤول عن تفجير المبنى الفيدرالي في ولاية أوكلاهوما تيموثي مك فاي.
- 2004 -
  - السعودية والولايات المتحدة تجريان تحقيقات مشتركة في مخطط مزعوم للزعيم الليبي معمر القذافي في اغتيال ولي العهد السعودي الأمير عبد الله بن عبد العزيز.
  - تشييع جثمان الرئيس الأمريكي الأربعين رونالد ريغان.
- 2005 - إفتتاح موقع تك كرانش.
- 2009 - منظمة الصحة العالمية تعلن مرض إنفلونزا الخنازير وباء عالمي.
- 2010 - افتتاح بطولة كأس العالم لكرة القدم التاسعة عشر المقامة في جنوب أفريقيا.
- 2016 - مقتل 16 شخصاً على الأقل وإصابة 35 آخرين في تفجيرين انتحاريين بمنطقة السيدة زينب في ريف دمشق، الأول نفذه انتحاري بحزام ناسف والثاني بسيارة مفخخة.
- 2017 - الناخبون في بورتوريكو يصوتون لحصول الجزيرة حالة ولاية ضمن الولايات المتحدة، وقد فاز اختيار الولاية بسهولة بنسبة 97.18% من الأصوات، بينما حصد خيار الاستقلال الكامل 1.50% من الأصوات، أمَّا خيار بقاء الحال على ما هو عليه فقد حصد 1.32% من الأصوات فقط.

## مواليد
- 1572 - بن جونسون، شاعر وكاتب مسرحي إنجليزي.
- 1776 - جون كونستابل، رسام إنجليزي.
- 1864 - ريتشارد شتراوس، موسيقي نمساوي.
- 1867 - شارل فابري، عالم فيزياء فرنسي.
- 1910 - جاك إيف كوستو، عالم فرنسي في علم البحار.
- 1914 - هنري بركات، مخرج مصري.
- 1934 -
  - بلاغوي فيدينيتش، لاعب ومدرب كرة قدم يوغسلافي.
  - الأمير هنريك، زوج مارغريت الثانية ملكة الدنمارك.
- 1937 - روبن وارن، عالم أسترالي في علم الأمراض حاصل على جائزة نوبل في الطب عام 2005.
- 1939 - جيهان المكاوي، إعلامية وأديبة مصرية.
- 1941 -
  - محفوظ عبد الرحمن، كاتب مصري.
  - صقر الرشود، مخرج مسرحي كويتي.
- 1945 - نجاح الموجي، ممثل مصري.
- 1947 - إسرائيل شامير، صحفي ومفكر إسرائيلي.
- 1949 - أحمد محرز، ممثل مصري.
- 1958 - جمال سليم، سياسي فلسطيني وقيادي في حركة المقاومة الإسلامية (حماس).
- 1955 - يوري سيديخ، رامي مطرقة سوفيتي روسي
- 1959 - هيو لوري، ممثل إنجليزي.
- 1962 - توشيهيكو سكي، ممثل أداء صوتي ياباني.
- 1966 - عدي رعد، ممثل وممثل صوت لبناني.
- 1967 - نادر الحساوي، ممثل كويتي.
- 1969 - بيتر دنكليج، ممثل أمريكي.
- 1971 - كينجيرو تسودا، ممثل أداء صوتي ياباني.
- 1981 - إميليانو موريتي، لاعب كرة قدم إيطالي.
- 1984 - فاغنر لوف، لاعب كرة قدم برازيلي.
- 1985 - صابرين بورشيد، ممثلة بحرينية.
- 1986 - شيا لابوف، ممثل أمريكي.

## وفيات
- 1488 - الملك جيمس الثالث، ملك اسكتلندا.
- 1727 - الملك جورج الأول، ملك بريطانيا العظمى.
- 1777 - أحمد بن المهدي الغزال، فقيه ودبلوماسي مغربي.
- 1850 - محمد حسن النجفي، فقيه مسلم وموسوعي عراقي.
- 1859 - ميترنيخ، سياسي نمساوي.
- 1936 - روبرت هوارد، كاتب أمريكي.
- 1963 - شكري شعشاعة، كاتب وشاعر وصحفي وسياسي فلسطيني أردني.
- 1979 - جون وين، ممثل أمريكي.
- 1984 - إنريكو برلينغوير، سياسي إيطالي.
- 1990 - أولدريتش نييدلي، لاعب كرة قدم تشيكوسلوفاكي.
- 2001 - تيموثي مك فاي، المسؤول عن تفجير المبنى الفيدرالي في ولاية أوكلاهوما.
- 2015 - كرستوفر لي، مُمثل بريطاني.
- 2016 - كريستينا غريمي، مغنية أمريكية.
- 2022 - مؤيد البدري، معلق رياضي عراقي.
  - طارق الغصين، فنان تشكيلي كويتي فلسطيني الأصل.

## أعياد ومناسبات
- عيد كاميهاميها، وهو عيد رسمي في هاواي في تكريم أول ملك لها.

## وصلات خارجية
- وكالة الأنباء القطريَّة: حدث في مثل هذا اليوم.
- النيويورك تايمز: حدث في مثل هذا اليوم.
- BBC: حدث في مثل هذا اليوم.